# Charte des droits et libertés fondamentaux
Ne doit pas être confondu avec Charte des droits fondamentaux de l'Union européenne.

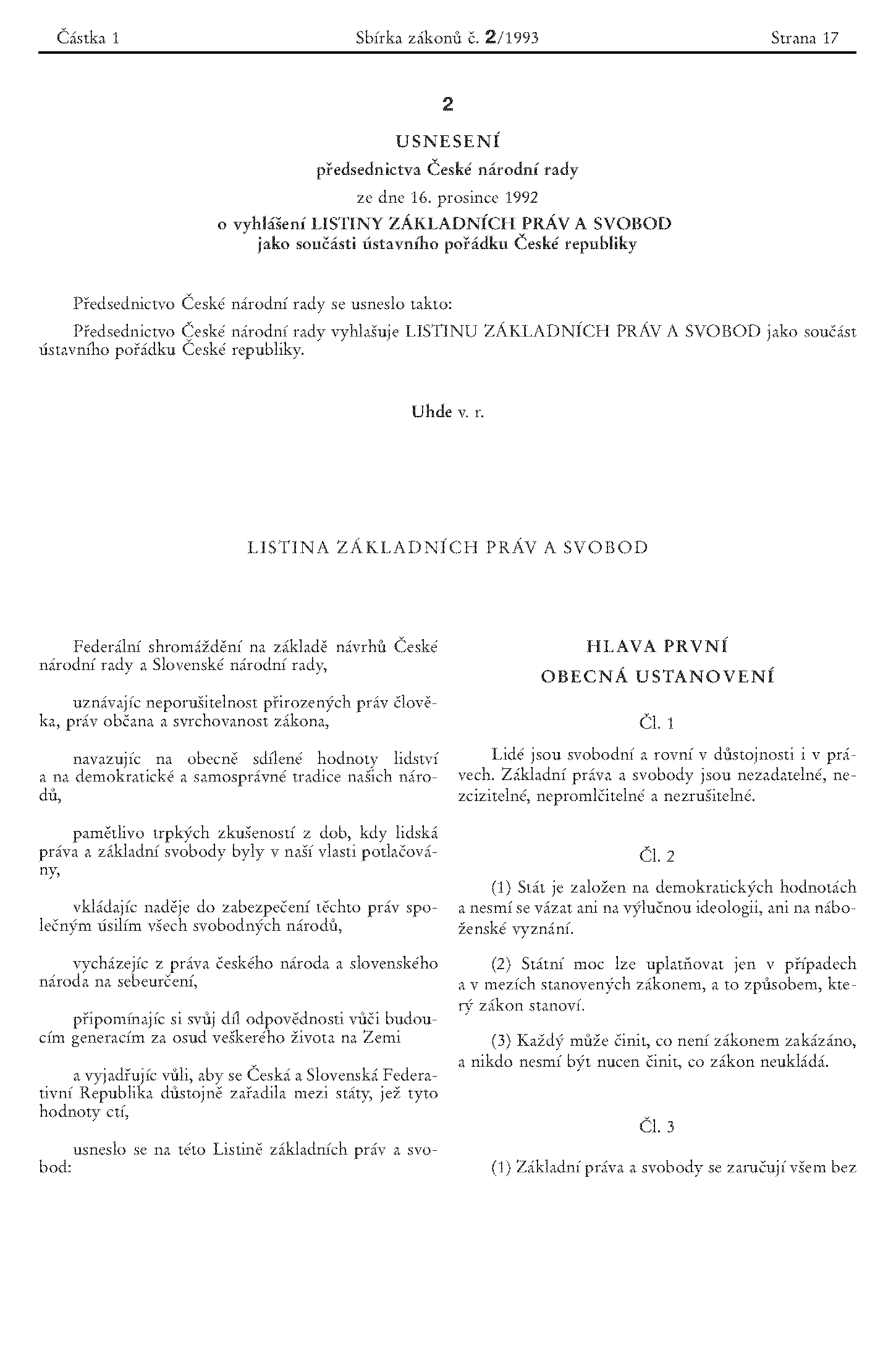
Première page de la Charte paru au Journal officiel

La Charte des droits et libertés fondamentaux (en tchèque : Listina základních práv a svobod, en slovaque : Listina základných práv a slobôd) est un document adopté en 1991 par la Tchécoslovaquie, et toujours en vigueur dans le cadre des systèmes constitutionnels de la République tchèque et la Slovaquie. En République tchèque, le document a été conservé dans son intégralité dans sa forme de 1991 en tant que document distinct de la Constitution, mais imprégnée de la même valeur juridique que la Constitution,. En revanche, les dispositions fondamentales de la Charte ont été intégrées directement dans la Constitution slovaque.

## Sources
- (en) Cet article est partiellement ou en totalité issu de l’article de Wikipédia en anglais intitulé « Charter of Fundamental Rights and Freedoms » (voir la liste des auteurs).